# José Manuel García de la Torre
José Manuel García de la Torre (* 28. Dezember 1925; † 21. November 2010) war ein spanischer Romanist und Hispanist, der in den Niederlanden wirkte.

## Leben und Werk
García studierte zuerst Rechtswissenschaft an der Universität Santiago de Compostela (Abschluss 1953), dann Hispanistik. Er wurde 1962 in Madrid promoviert mit der Arbeit Estudios sobre el gallego de Orense und war an der Universität Amsterdam  von 1963 bis 1979  Lektor (Dozent) für Spanisch, von 1980 bis 1990 ordentlicher Professor für Spanische Sprachwissenschaft.

## Werke
- (Hrsg.) Ramón María del Valle-Inclán, El ruedo ibérico, 3 Bde., Madrid 1961, 9. Auflage 1999
- Análisis temático de «El Ruedo ibérico», Madrid 1972
- (Hrsg.) Valle Inclán (1866-1936). Creacion y lenguaje, Amsterdam 1988 (Diálogos Hispánicos de Amsterdam 7)